# Football aux Jeux de la Lusophonie de 2006
Navigation
Portugal 2009
En 2006, la première édition du Football aux Jeux de Lusophonie a eu lieu du 4 au 10 octobre 2006 à Macao, dans la partie de Taipa. 
La compétition a été organisée par la ACOLOP.
Le Portugal a remporté le titre sans encaisser le moindre but, et en dominant tous ses adversaires.

## Tournoi

### Phase de groupes

#### Groupe A

##### Classements et résultats
| Rang | Équipe   | J | V | N | D | BM | BE | DB  | Pts |
| ---- | -------- | - | - | - | - | -- | -- | --- | --- |
| 1    | Cap-Vert | 2 | 2 | 0 | 0 | 10 | 0  | +10 | 6   |
| 2    | Inde     | 2 | 1 | 0 | 1 | 2  | 3  | -1  | 3   |
| 3    | Macao    | 2 | 0 | 0 | 2 | 0  | 9  | -9  | 0   |

| 4 octobre 2006 | Inde          | 2 – 0 | Macao | Macao Stadium, Taipa, Macao |
|                | Rocha 33e 42e |       |       |                             |

| 5 octobre 2006 | Cap-Vert                         | 3 – 0 | Inde | Macao Stadium, Taipa, Macao |
|                | Rodrigues 16e · Abrances 35e 37e |       |      |                             |

| 6 octobre 2006 | Cap-Vert                                                        | 7 – 0 | Macao | Macao Stadium, Taipa, Macao |
|                | Davidson 25e 46e · Zico 48e 86e · Nivaldo 73e 90e · Hernany 80e |       |       |                             |

#### Groupe B

##### Classements et résultats
| Rang | Équipe         | J | V | N | D | BM | BE | DB  | Pts |
| ---- | -------------- | - | - | - | - | -- | -- | --- | --- |
| 1    | Mozambique     | 2 | 2 | 0 | 0 | 8  | 0  | +8  | 6   |
| 2    | Angola         | 2 | 1 | 0 | 1 | 5  | 3  | +2  | 3   |
| 3    | Timor oriental | 2 | 0 | 0 | 2 | 0  | 10 | -10 | 0   |

| 4 octobre 2006 | Mozambique                                | 5 – 0 | Timor oriental | Macao Stadium, Taipa, Macao |
|                | Timbe 37e · Elton 45e · Sitoe 48e 60e 81e |       |                |                             |

| 5 octobre 2006 | Mozambique | 3 – 0 | Angola | Macao Stadium, Taipa, Macao |  |
|                |            |       |        |                             |  |

| 6 octobre 2006 | Angola                                    | 5 – 0 | Timor oriental | Macao Stadium, Taipa, Macao |
|                | Estevao 15e · Joao Barros 23e 51e 53e 59e |       |                |                             |

#### Groupe C

##### Classements et résultats
| Rang | Équipe               | J | V | N | D | BM | BE | DB | Pts |
| ---- | -------------------- | - | - | - | - | -- | -- | -- | --- |
| 1    | Portugal             | 2 | 2 | 0 | 0 | 9  | 0  | +9 | 6   |
| 2    | Sao Tomé-et-Principe | 2 | 1 | 0 | 1 | 3  | 6  | -3 | 3   |
| 3    | Guinée-Bissau        | 2 | 0 | 0 | 2 | 0  | 6  | -6 | 0   |

| 4 octobre 2006 | Sao Tomé-et-Principe                   | 3 – 0 | Guinée-Bissau | Macao Stadium, Taipa, Macao |
|                | Derilson 45e · Jocy 56e · Jorcelam 86e |       |               |                             |

| 5 octobre 2006 | Portugal                                      | 3 – 0 | Guinée-Bissau | Macao Stadium, Taipa, Macao |
|                | Diogo Conceicao 29e 39e · Jose dos Santos 90e |       |               |                             |

| 6 octobre 2006 | Portugal                                                                                   | 6 – 0 | Sao Tomé-et-Principe | Macao Stadium, Taipa, Macao |
|                | Manuel Marques 9e 55e · Antonio Nunes 14e · Bruno Vilela 38e · Feliciano Prudencio 70e 79e |       |                      |                             |

### Phase à élimination directe

#### Tableau finale
|  | Demi-finales      | Demi-finales     |          |   | Finale            | Finale            |
|  | Demi-finales      | Demi-finales     |          |   | Finale            | Finale            |
|  |                   |                  |          |   |                   |                   |
|  | 8 octobre, Macao  | 8 octobre, Macao |          |   | 10 octobre, Macao | 10 octobre, Macao |
|  | 8 octobre, Macao  | 8 octobre, Macao |          |   | 10 octobre, Macao | 10 octobre, Macao |
|  | Portugal          | 2                |          |   | 10 octobre, Macao | 10 octobre, Macao |
|  | Portugal          | 2                |          |   | 10 octobre, Macao | 10 octobre, Macao |
|  | Mozambique        | 0                |          |   | 10 octobre, Macao | 10 octobre, Macao |
|  | Mozambique        | 0                | Portugal | 2 |                   |                   |
|  | 8 octobre, Macao  |                  | Portugal | 2 |                   |                   |
|  |                   | Angola           | 0        |   |                   |                   |
|  | Angola            | Angola           | 0        | 2 |                   |                   |
|  | Angola            |                  |          | 2 |                   |                   |
|  | Cap-Vert          | 1                |          |   |                   |                   |
|  | Cap-Vert          | 1                | 3e place |   |                   |                   |
|  |                   |                  |          |   |                   |                   |
|  | 10 octobre, Macao |                  |          |   |                   |                   |
|  |                   |                  |          |   |                   |                   |
|  | Cap-Vert          | 1                |          |   |                   |                   |
|  | Cap-Vert          | 1                |          |   |                   |                   |
|  | Mozambique        | 0                |          |   |                   |                   |
|  | Mozambique        | 0                |          |   |                   |                   |

##### Demi-finales
| 8 octobre 2006 | Portugal                                | 2 – 0 | Mozambique | Macao |
|                | Diogo Conceicao 65e · Antonio Nunes 67e |       |            |       |

| 8 octobre 2006 | Angola                       | 2 – 1 | Cap-Vert   | Macao |  |
|                | Nzamba 28e · Joao Barros 64e |       | 25e Heldon |       |  |

##### Troisième place
| 10 octobre 2006 | Cap-Vert     | 1 – 0 | Mozambique | Macao |
|                 | Da Graca 78e |       |            |       |

##### Finale
| 10 octobre 2006 | Portugal                          | 2 – 0 | Angola | Macao |
|                 | Bruno Vilela 4e · Nuno Coelho 29e |       |        |       |

## Classement des buteurs
| 5 buts - Joao Barros 3 buts - Sitoe - Diogo Conceicao 2 buts - Antonio Nunes - Bruno Vilela - Feliciano Prudencio - Manuel Marques - Rocha - Abrances - Davidson - Zico - Nivaldo | 1 but - Nuno Coelho - Jose dos Santos - Rodrigues - Hernany - Da Graca - Heldon - Timbe - Elton - Estevao - Nzamba - Derilson - Jocy - Jorcelam |